# Woolsthorpe-by-Colsterworth
Woolsthorpe-by-Colsterworth (para distinguirla de Woolsthorpe-by-Belvoir en el mismo condado) es una aldea en el distrito South Kesteven de Lincolnshire, Inglaterra. Es conocida por ser el lugar de nacimiento de Isaac Newton.
Woolsthorpe-by-Colsterworth está a 94 millas (150 km) al norte de Londres, 0,6 millas (1 km) al noroeste de la aldea de Colsterworth en la A1, una de las principales carreteras norte-sur del Reino Unido. La A1 es la antigua Great North Road, en la que se desarrolló Colsterworth. Woolsthorpe está a dos o tres millas del límite del condado con Leicestershire, y cuatro de Rutland.
Woolsthorpe se encuentra en un entorno rural. Se asienta sobre la formación Lower Lincolnshire Limestone, por debajo de la cual se encuentran la Serie Lower Estuarine y la Arena Northampton de la Serie Inferior Oolite del período jurásico. La Arena de Northampton aquí está cimentada con hierro y en el siglo XX la aldea estaba casi rodeada de minas a cielo abierto para la extracción de mineral de hierro. En 1973 las canteras locales cerraron debido a la competencia del mineral de hierro importado. Ese mismo año se cerró el ramal High Dyke del Gran Ferrocarril del Norte, que se había inaugurado en 1916 para transportar mineral de hierro y se encontraba al norte de la aldea. Hubo un intento fallido de preservar la línea. El puente del ferrocarril cruzaba la A1 hasta que fue retirado en 2009 durante unas mejoras en los cruces de carreteras.[cita requerida]

## Lugar de nacimiento de Newton
Woolsthorpe Manor, lugar de nacimiento de Isaac Newton, es una típica casa de piedra caliza de un yeoman del siglo XVII, con graneros en la parte posterior. Es propiedad del National Trust y está abierta al público.
En la Encyclopédie, la enciclopedia francesa del siglo XVIII, la entrada 'Wolstrope' trata casi completamente de Newton, su biografía está oculta porque los editores se oponían ideológicamente a la teoría del Gran Hombre.